# Le Tonnerre de Jupiter
Le Tonnerre de Jupiter je francouzský němý film z roku 1903. Režisérem je Georges Méliès (1861–1938). Film trvá necelé 4 minuty.

## Děj
Vysoko v oblacích se Jupiter setká s Merkurem a oblaky nechá změnit v podstavce pro Múzy. Jupiter se je snaží pomocí svých blesků nechat objevit, ale když zjistí, že blesky nefungují, dá je Héfaistovi na opravu. Ten je donese zpět a Jupiterovi se podaří přivolat devět Múz, které následně sestoupí z piedestalů a začnou předvádět své umění. Jupiter je zpočátku potěšen, ale kakofonie ho nakonec přemůže, a tak je vrátí zpět na podstavce. Do toho se vrátí Merkur a Héfaistos, kteří rovněž vytváří hluk, čímž natolik podráždí Jupitera, že všechny vyžene. Blesky se však vymknou jeho kontrole a Jupiter je nucen před nimi utíkat.